# Arleux
Arleux is een gemeente in het Franse Noorderdepartement (Frans: département du Nord) in de regio Hauts-de-France. De plaats maakt deel uit van het arrondissement Douai. Arleux telde op 1 januari 2022 3.148 inwoners die Arleusiens worden genoemd.

## Geschiedenis
Arleux was de hoofdplaats van het gelijknamige kanton tot het op 22 maart 2015 werd opgeheven en de gemeenten werden opgenomen in het kanton Aniche.

## Geografie
De oppervlakte van Arleux bedraagt 11,1 vierkante kilometer; Op 1 januari 2022 was de bevolkingsdichtheid 283,6 inwoners per km².

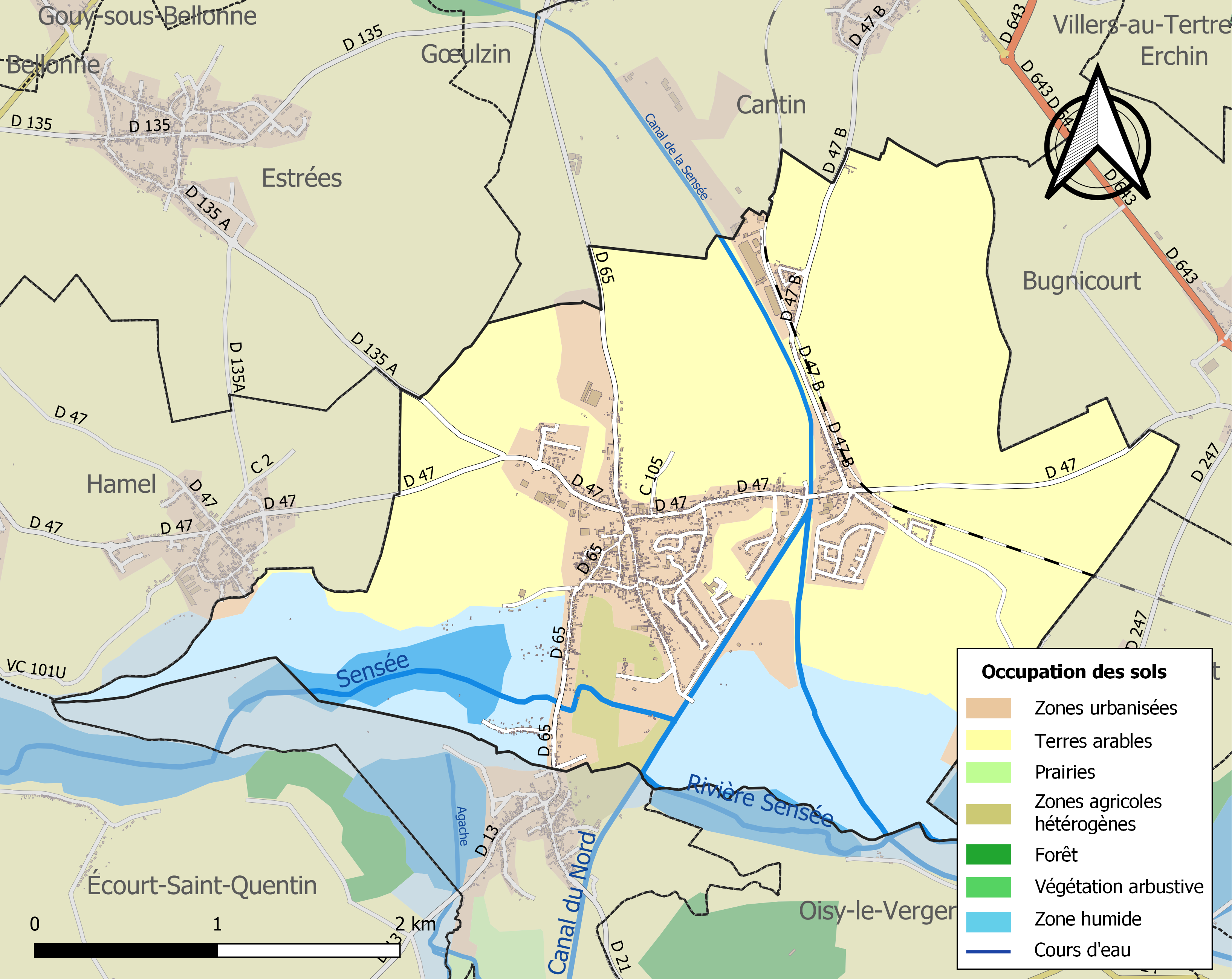
Kaart van de gemeente met belangrijkste infrastructuur, bodemgebruik en omliggende gemeenten

## Verkeer en vervoer
In de gemeente ligt spoorwegstation Arleux.

## Demografie
Onderstaande figuur toont het verloop van het inwonertal.
Aniche · Arleux · Auberchicourt · Aubigny-au-Bac · Brunémont · Bugnicourt · Cantin · Dechy · Écaillon · Erchin · Estrées · Féchain · Férin · Fressain · Gœulzin · Guesnain · Hamel · Lécluse · Lewarde · Loffre · Marcq-en-Ostrevent · Masny · Monchecourt · Montigny-en-Ostrevent · Roucourt · Villers-au-Tertre